# 蓑輪努
蓑輪 努（みのわ つとむ、1946年 - ）は、群馬県出身のアマチュア野球選手（内野手）。

## 経歴
群馬県立桐生高等学校では二塁手として甲子園に2回出場。1963年夏の選手権はエース高橋恒夫が好投。準々決勝に進むが、下関商の池永正明に抑えられ1-2で惜敗。その後、高校日本代表として池永、和田徹らとともにハワイに遠征した。1964年春の選抜では、2回戦で植木一智、衣笠祥雄のバッテリーを擁する平安高に敗退。
早稲田大学に進学。東京六大学野球リーグでは在学中3回の優勝を経験。1967年秋季リーグでは三塁手としてベストナインに選出される。1968年秋季リーグでは田淵幸一らのいた法大に競り勝ち優勝に貢献した。大学同期に小川邦和、長倉春生がいる。
卒業後は日本楽器に入社。1972年の都市対抗では二塁手として活躍。新美敏の好投もあって決勝に進み、三菱自動車川崎に完封勝利、優勝を飾った。同年のアマチュア野球世界選手権日本代表に選出される。1973年限りで現役引退。